# NGC 3473
NGC 3473 је спирална галаксија у сазвежђу Лав која се налази на NGC листи објеката дубоког неба.
Деклинација објекта је + 17° 7' 30" а ректасцензија 10h 58m 5,2s. Привидна величина (магнитуда) објекта NGC 3473 износи 13,8 а фотографска магнитуда 14,6. NGC 3473 је још познат и под ознакама UGC 6052, MCG 3-28-41, CGCG 95-79, PGC 32978.